# Tintins äventyr: Enhörningens hemlighet
För seriealbumet, se Enhörningens hemlighet.

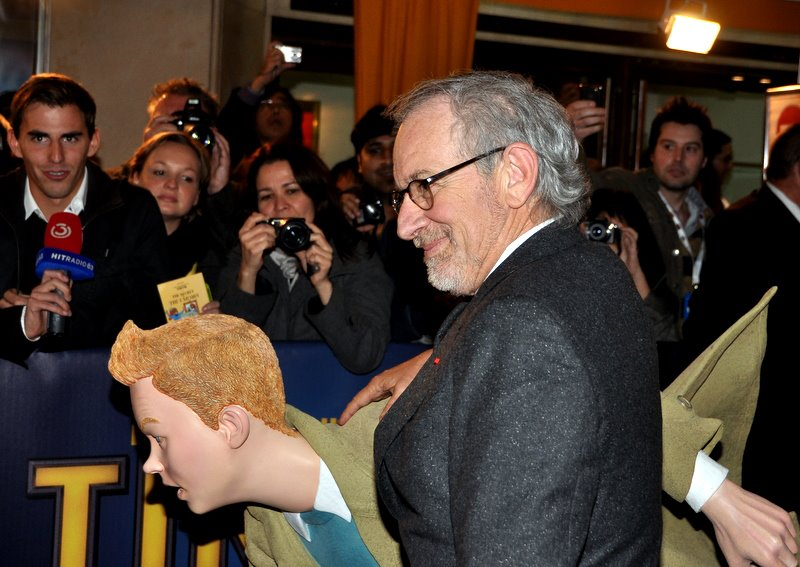
Steven Spielberg på världspremiären i Paris 22 oktober 2011

Tintins äventyr: Enhörningens hemlighet (originaltitel: The Adventures of Tintin: The Secret of the Unicorn) är en amerikansk animerad film som hade världspremiär i Bryssel den 23 oktober 2011. Filmen hade svensk premiär den 28 oktober 2011. Filmen är en bearbetning av serieböckerna om Tintin, skapade av den belgiske serietecknaren Hergé. 
Steven Spielberg och Peter Jackson har kommit överens att göra tre filmer om Tintin. Spielberg, som fått Hergés välsignelse att göra en Tintin-film kort före dennes död 1983, avslöjade vid filmfestivalen i Cannes 2008 att han skulle göra den första filmen före sitt stora projekt om presidenten Abraham Lincoln. Filmen är den första av Spielberg som är filmad digitalt. 
Manuset bygger på albumen Krabban med guldklorna och Enhörningens hemlighet samt delvis på Rackham den Rödes skatt.
I början av filmen, när Tintin målas av, har man skildrat det som om den som målar Tintin faktiskt var Hergé.
På Oscarsgalan 2012 nominerades filmen för bästa filmmusik, men förlorade mot stumfilmen The Artist.

## Handling
Tintin (Jamie Bell) är en 17-årig journalist som bor i Bryssel i Belgien. På en loppmarknad tittar han – mest på grund av sin hund Milou – på en modell av ett skepp som heter Enhörningen och köper den. En man som heter Barnaby Dawes (Joe Starr) varnar Tintin och säger att han utsätter sig för stor fara om han inte gör sig av med modellen. En annan man som heter Ivan Ivanovitj Sackarin (Daniel Craig) är samlare på skeppsmodeller och vill köpa skeppet av Tintin, men han säger blankt nej. När Tintin kommer hem börjar Milou jaga en katt och råkar då välta omkull skeppet så att masten knäcks. När Tintin upptäcker att masten är ihålig går han till Sjöhistoriska biblioteket, där han hittar en bok som handlar om just Enhörningen och befälhavaren som hette riddar François av Hadoque (Andy Serkis). Det står också att riddaren av Hadoque blev attackerad av pirater och att han hade med sig en hemlig last i skeppet. När Tintin kommer hem har skeppsmodellen blivit stulen och han misstänker Sackarin. Tintin hittar, trodde han i alla fall, sitt skepp på slottet Moulinsart ute på landsbygden, men det skeppet visar sig tillhöra Sackarin eftersom masten är hel.
När Tintin kommer hem igen märker han att hans lägenhet har genomsökts, men inget har stulits. Men det tjuvarna antagligen letade efter har hela tiden legat under Tintins byrå. Det Tintin hittar under byrån är ett gammalt pergament där det står: Tre förenade bröder. Tre enhörningar som tillsammans segla vid middagssolen skall tala. Ty ljuset skall komma från ljuset och det skall stråla mot Örnens kors. Då kommer Tintin på att pergamentet måste ha suttit i skeppets mast, det föll ut ur masten då skeppet välte och sen rullade det in under byrån och han som stal skeppet visste att pergamentet fanns däri. Men när tjuven tog skeppet upptäckte han att pergamentet inte var däri så han kom tillbaka till lägenheten för att leta efter det. Det var därför lägenheten var genomsökt. Sen knackar det på dörren nere i entrén och det är Barnaby, han ska precis säga något när han blir skjuten och de beväpnade kommer undan. Barnaby hinner märka elva bokstäver i en tidning med sitt blod innan han förlorar medvetandet.
Nästa morgon kommer Dupondtarna (Nick Frost och Simon Pegg) och reder ut vad Barnaby försökte säga. Tintin skriver ett ord med bokstäverna som Barnaby märkte: K-A-R-A-B-O-U-D-J-A-N=Karaboudjan. Tintins plånbok blir stulen av den mystiske ficktjuven som Dupondtarna länge hade letat efter och han kommer undan. Olyckligtvis hade Tintin pergamentet i plånboken, men Dupondtarna lovar att hitta ficktjuven. Efteråt blir Tintin kidnappad av en konstig typ som heter Allan Thompson (Daniel Mays) och tas till skeppet som de märkta bokstäverna betydde, Karaboudjan. Ledaren i ligan visar sig vara Sackarin som också är ute efter de tre pergamentbitarna som finns gömda i masten på de tre Enhörningarna. Tintin lyckas komma loss och träffar mannen som egentligen är kaptenen på Karaboudjan, kapten Haddock (Andy Serkis).
Tintin listar ut att Haddock är ättling till riddar François av Hadoque. Tintin och Haddock lyckas fly från Karaboudjan och tar en livbåt för att komma till Bagghar i Marocko före Sackarin och hitta mannen som har den tredje Enhörningen, schejk Omar Ben Salaad (Gad Elmaleh). I Bryssel hittar Dupondtarna, utan att veta om det, ficktjuven som visar sig vara den pensionerade ämbetsmannen Aristides Filosell (Toby Jones). De kommer inte på honom, fast han erkänner flera gånger, förrän de hittar Tintins plånbok.
Tintin och Haddock blir attackerade av Karaboudjans hydroplan, men Tintin lyckas överlista piloterna. Efter att Tintin och Haddock har flugit en bit hamnar de plötsligt i ett oväder och kraschlandar mitt ute i Saharaöknen. Haddock börjar berätta om riddaren av Hadoque: Året var 1698 - Enhörningen, det stoltaste skeppet i Ludvig XIV:s flotta, hade lämnat ön Santo Domingo i Västindien och satt kurs mot Europa. De hade varit i havs i knappt ett dygn med god vind då det hördes från utkiken att ett skepp var på väg mot dem och det var pirater, men det var inte vilka pirater som helst. Riddaren av Hadoque såg en hemsk uppenbarelse gå mot sig, vid det tillfället i historien svimmar Haddock.
De hittas av löjtnant Delcourt (Tony Curran) och tas till Afgharfortet. När Haddock dricker sprit berättar han historien igen. Den hemska uppenbarelsen som riddaren av Hadoque såg var piraternas ledare, Rackham den Röde (Daniel Craig). Rackham den Röde lyckades övermanna och tillfångata riddaren. Rackham den Röde hotade med att slänga riddarens mannar överbord om han inte berättade var Enhörningens hemliga last fanns. Riddaren visade den hemliga dörren till skeppets dolda lastrum och där var den hemliga lasten: 400 skålpund guld, juveler och skatter. Men ändå slängde Rackham den Röde riddarens mannar överbord och de blev uppätna av hajarna. När piraterna hade somnat lyckades riddaren befria sig själv. För att ta död på alla piraterna samtidigt bestämde han sig för att spränga Enhörningen i luften, men historien blev en enorm ledtråd: Rackham den Röde sa att han och riddaren skulle mötas igen - i en annan tid, i ett annat liv. Sackarin är ättling till Rackham den Röde och han tänker använda sitt hemliga vapen, Bianca Castafiore (Kim Stengel), Näktergalen från Milano, till att ha sönder glaset som Omar Ben Salaad har runt sin modell för att komma åt den.
Tintin och Haddock åker genast till Bagghar. Där kommer Dupondtarna och överlämnar Tintins plånbok med pergamentet. Castafiore lyckas sjunga sönder Omar Ben Salaads skottsäkra glaslåda, Sackarins falk får tag i pergamentet och Allan får tag i Tintins pergament som han hade gett till Haddock. Efter en jakt genom hela stan lyckas Tintin få tag i alla tre pergamenten, men tvingas sen ge dem till Sackarin för att rädda Haddock och Milou.
Precis när Tintin håller på att ge upp kommer han på att han kan Karaboudjans radiofrekvens och lyckas ta reda på vart de är på väg. Det visar sig att Karaboudjan är på väg tillbaka till Bryssel. Tintin och Haddock slåss mot Sackarin och Allan och Tintin lyckas få tillbaka alla tre pergamenten och Sackarin och Allan tvingas ge sig för det visar sig att Barnaby hade överlevt. När Tintin och Haddock tittar ordentligt på pergamenten ser de koordinater längst ner och de visar mot Moulinsarts slott. Tintin och Haddock går ner i källaren med hjälp av betjänten Nestor (Enn Reitel) och hittar Rackham den Rödes skatt i en jordglob. Men det fanns också ett papper där och det är början på ett nytt äventyr där de ska hitta Enhörningens vrak för att få tag på resten av Rackham den Rödes skatt som följde skeppet ned i botten.

## Medverkande
| Karaktärer                 | Originalröster                                         | Svenska röster                                                                   |
| -------------------------- | ------------------------------------------------------ | -------------------------------------------------------------------------------- |
| Tintin                     | Jamie Bell                                             | Jesper Adefelt                                                                   |
| Kapten Haddock             | Andy Serkis                                            | Johan Hedenberg                                                                  |
| Riddar François av Hadoque | Andy Serkis                                            | Johan Hedenberg                                                                  |
| Ivan Ivanovitj Sackarin    | Daniel Craig                                           | Johan Rabaeus                                                                    |
| Rackham den Röde           | Daniel Craig                                           | Johan Rabaeus                                                                    |
| Dupont                     | Nick Frost                                             | Magnus Roosmann                                                                  |
| Dupond                     | Simon Pegg                                             | Christian Fex                                                                    |
| Aristides Filosell         | Toby Jones                                             | Dick Eriksson                                                                    |
| Tom, skurk på Karaboudjan  | Mackenzie Crook                                        | Björn Bengtsson                                                                  |
| Allan Thompson, styrman    | Daniel Mays                                            | Allan Svensson                                                                   |
| Omar ben Salaad            | Gad Elmaleh                                            | Osman Fares                                                                      |
| Barnaby Dawes              | Joe Starr                                              | Niklas Falk                                                                      |
| Löjtnant Delcourt          | Tony Curran                                            | Anders Byström                                                                   |
| Bianca Castafiore          | Kim Stengel (tal) Renée Fleming (sång)                 | Marianne Eklöf                                                                   |
| Fru Pinson                 | Sonje Fortag                                           | Berit Sarvisé                                                                    |
| Herr Crabtee               | Enn Reitel                                             | Jonas Bergström                                                                  |
| Nestor                     | Enn Reitel                                             | Sten Ljunggren                                                                   |
| Övriga röster              | Cary Elwes Phillip Rhys Sebastian Roché Nathan Meister | Fredrik Hiller Ole Ornered Rico Rönnbäck Jean-Yves Guillemain Lars-Göran Persson |

## Mottagande
Filmen mottogs av positiva recensioner av kritiker, den fick 75% på Rotten Tomatoes.
Jens Peterson på Aftonbladet gav filmen 4 plus av 5 och tyckte av filmen var fartfylld.
Bernt Eklund på Expressen gav filmen 4 getingar av 5.